# Aborto en Francia

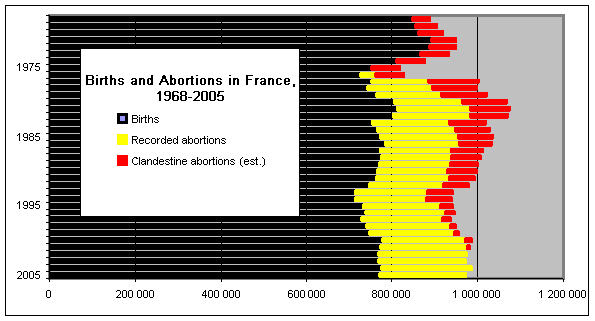
Número de nacimientos, abortos legales y abortos clandestinos en Francia entre 1968 y 2005

El aborto en Francia, referido al aborto inducido o interrupción voluntaria del embarazo es legal en Francia a petición de la mujer en las primeras 14 semanas de embarazo (primer trimestre). 
El aborto fue despenalizado desde la aprobación de la Ley Veil aprobada en 1975 y promovida por Simone Veil que complementa la Ley Neuwirth de 1972 sobre métodos anticonceptivos.
Después del primer trimestre, dos médicos deben certificar que el aborto puede practicarse para prevenir lesiones permanentes graves para la salud física o mental de la mujer, por el riesgo para la vida de la misma, o que el feto sufra una enfermedad grave reconocida 

## Datos históricos del aborto inducido en Francia
En el período moderno, el aborto inducido fue tipificado como delito en Francia con la promulgación del Código Penal de Francia de 1791 y del Código Penal Francés de 1810.
Durante la ocupación nazi durante la Segunda Guerra Mundial, el régimen de Vichy hizo que la práctica del aborto fuera castigada con la pena capital. La última ejecución tuvo lugar en 1942. Después de la guerra, la pena de muerte para castigar la práctica del aborto fue abolida así como los tribunales especiales se crearon para hacer frente a casos de aborto.
Las tasas de aborto ilegal se mantuvieron bastante altas durante el período de la posguerra. Desde 1967, fecha de legalización del aborto en Reino Unido, un número creciente de mujeres comenzó a viajar a dicho país con el objeto de abortar y no ser objeto de penalización.

## Ley Veil
En Francia el aborto fue legalizado en 1975, a petición, inicialmente hasta la décima semana para extenderse hasta la duodécima semana de embarazo en 2001. Actualmente, el periodo para solicitar el embarazo es de catorce (14) semanas.
Desde 1982, los abortos se realizan en el sistema de seguridad social francés.
La programación de los abortos se realiza, si el límite de 12 semanas lo permite, una semana después de la petición de la mujer, en caso de estar cercano el límite ese período puede acortarse.
Después de la duodécima semana, dos médicos deben certificar que la salud de la mujer está en peligro o hay una alta probabilidad de que el feto sufra una grave enfermedad no curable, de lo contrario, el aborto se considera ilegal. Desde 1994, la ley francesa exige que los centros de diagnóstico multidisciplinario certifiquen qué los defectos de nacimiento son lo suficientemente graves como para hacer el aborto después de las 12 semanas.

## Aborto con medicamentos en Francia
Francia fue el primer país en legalizar el uso como medicamento abortivo de la mifepristona, conocida inicialmente como RU-486, en 1988. Su uso como abortivo está permitido hasta siete semanas de embarazo. Según una estimación, una cuarta parte de todos los abortos inducidos en Francia son abortos con medicamentos y en ellos se utiliza la mifepristona.